# Enno Spielhagen

Enno Spielhagen

Enno Spielhagen beim Hessischen Rundfunk

Enno Spielhagen ("Franz", ganz links) mit Kollegen (darunter Camillo und Annelie, vorn) bei Radio Luxemburg

Enno Spielhagen beim Saarländischen Rundfunk

Stammbaum von Friedrich und Wolfgang Spielhagen

Enno Spielhagen (* 16. September 1918 in Höchst am Main als Enno Jürgen Friedrich Spielhagen; † 12. April 1974 in Dudweiler/Saar) war ein deutscher Hörfunk-Moderator und Discjockey und wurde ab 1958 unter dem Pseudonym Franz bei Radio Luxemburg bekannt, ehe er im Jahr 1964 zum Saarländischen Rundfunk wechselte.

## Familie
Enno Spielhagen wurde als Sohn des Prokuristen Siegfried Spielhagen (1867–1928) und dessen Ehefrau Anna Catharina de Vries (1888–1969) in Höchst am Main, heute Frankfurt-Höchst, geboren. Sein Großvater, Walther Spielhagen (1822–?), war der Bruder des Schriftstellers Friedrich Spielhagen (1829–1911). Ein Cousin von Enno Spielhagen war der ehemalige zweite Bürgermeister von Breslau, Wolfgang Spielhagen (1891–1945). Sein Onkel, Friedrich Spielhagen (1864–1931), war Leibarzt von Victoria, der Mutter von Kaiser Wilhelm II.
Enno Spielhagen war zweimal verheiratet; aus der ersten Ehe mit Barbara von Debschitz (1919–2010) hatte er drei Kinder, (siehe Stammbaum rechts unten).

## Leben
Nach dem Abitur diente Spielhagen in der deutschen Wehrmacht und nahm im Zweiten Weltkrieg als Offizier (zuletzt als Oberleutnant) an mehreren Feldzügen teil. Er wurde dreimal verwundet, davon zweimal schwer.
Nach der amerikanischen Gefangenschaft hatte er es ohne zivilen Beruf zunächst schwer, eine Stellung zu finden und arbeitete u. a. als Kriminalassistent und Handelsvertreter. Schließlich ließ er seine Stimme ausbilden und legte erfolgreich die Sprechlehrerprüfung ab. Anschließend wurde er 1949 Nachrichtensprecher beim Hessischen Rundfunk in Frankfurt/Main.
Als 1958 Radio Luxemburg unter der Leitung von Camillo Felgen seine regulären Sendungen in deutscher Sprache aufnahm, wechselte Spielhagen im gleichen Jahr als Rundfunkmoderator (Discjockey) und erster Deutscher dorthin und half, das deutsche Programm mit aufzubauen. Mit ihm stieg die Popularität des Senders erheblich. Er moderierte u. a. Die blaue Stunde. Erfolg hatte auch seine Rätselsendung 7 Fragen stellt Franz, bei der er viel Zuhörerpost bekam. Der Künstlername Franz, unter dem er bei Radio Luxemburg moderierte, entstand durch die lebhafte Zuhörerreaktionen auf seinen Ausspruch: „Wenn ihr beim Jazz Schularbeiten machen könnt, heiße ich Franz.“ 1961 fand in Euskirchen ein Treffen zwischen Franz und Zuhörern von 7 Fragen stellt der Franz statt.
1964 gab es in Groß-Felda ein Treffen zwischen ihm und seinen Hörerfreunden.
Enno Spielhagen wirkte in der Luxemburger Zeit auch als Spracherzieher vor dem Mikrofon.
Nachstehend ein Interview mit Enno Spielhagen anlässlich der 10. Geburtstagsfeier von Radio Luxemburg 1967:

Enno Spielhagen nahm unter dem Pseudonym Franz drei Schallplatten im Stil des Sprechgesangs auf: Ich denk' an dich/Von mir zu dir (Ariola) sowie Es kommt nur darauf an/Jan, oh, Jan und Kein Zuhaus/So oder so ist das Leben (DECCA).
1964 bekam Spielhagen ein Angebot vom Saarländischen Rundfunk, die Europawelle Saar mit aufzubauen, und er wechselte nach Saarbrücken. Er wollte seinen locker-lustigen Stil von Radio Luxemburg dorthin übertragen, was zu dieser Zeit aber nicht gelang. Bei der Europawelle Saar moderierte er verschiedene Sendungen: Zeitvertreib, Radio-Museum, Krimi-Rätsel, Die 7 Fragen, Guten Abend, liebe Hörer, aber vor allem mit Schallplatten-kritisch betrachtet, machte er sich bei den Hörern wie in Fachkreisen einen Namen. Auch seine Sendung Zu Gast im Studio im Fernseh-Regionalprogramm kam beim Publikum gut an, in der er beliebte Stars wie die Schauspielerin und Sängerin Ilse Werner interviewte.
Zwischen 1966 und 1972 sprach Enno Spielhagen zudem Rollen in sechs Hörspielen: Starallüren, Mord im Nebel, Gefährliches Erbe, Die Dame ist leichtfertig, Die Tonbänder und Souvenirs
Am 12. April 1974 starb Enno Spielhagen im Alter von 55 Jahren bei einer Herzoperation. Möglicherweise kam es zu Komplikationen durch einen Bombensplitter in der Lunge, der von einer Verwundung im Zweiten Weltkrieg herrührte.

## Schallplattensammlung
In seiner Zeit als Discjockey in Luxemburg und Saarbrücken legte Enno Spielhagen eine Schallplattensammlung aus ca. 34 000 Tonträgern (30 000 Singles und 4 000 LPs) an, die von seiner zweiten Frau, Lilo, nach Schlagwörtern und teilweise nach Titeln und Interpreten katalogisiert wurde. Diese Sammlung schenkte Lilo Spielhagen 1983 der Stadtbibliothek von Dudweiler unter der Auflage, dass sie in ihrer Gesamtheit in Dudweiler verbleiben und der Öffentlichkeit zugänglich gemacht werden müsse. Zwischen 1985 und 1993 war die Sammlung im Keller des Bürgerhauses Dudweiler zugänglich, wobei sich monatlich bis zu 100 Personen dafür interessierten und Musikstücke anhören und auf Kassette überspielen konnten. Im Jahr 2018 wurde die Sammlung in die Stadtbibliothek Saarbrücken überführt (siehe Weblink); Musikstücke können dort weiterhin angehört und auf USB-Stick überspielt werden.